# كاثرين غرانت
كاثرين غرانت (بالإنجليزية: Katherine Grant)‏ هي ممثلة أمريكية، ولدت في 1 مايو 1904 بلوس أنجلوس في الولايات المتحدة، وتوفيت في 2 أبريل 1937 بسان بيرناردينو في الولايات المتحدة بسبب سل.

## وصلات خارجية
- كاثرين غرانت على موقع IMDb (الإنجليزية)
- كاثرين غرانت على موقع أول موفي (الإنجليزية)
- كاثرين غرانت على موقع قاعدة بيانات الأفلام السويدية (السويدية)
- كاثرين غرانت على موقع قاعدة بيانات الفيلم (الإنجليزية)
- كاثرين غرانت على موقع كينوبويسك (الروسية)